# Nicolae Ioțcu
Nicolae Ioțcu (n. 18 octombrie 1967, Săvârșin, România) este un senator român al PD-L și președinte al Consiliului Județean Arad. A fost ales președintele consiliului în anul 2008 și reales în 2012. La alegerile din 2012 a fost reales cu 37,86% din voturi față de 37,46% ale contra-candidatului său, Ioan Cristina. A fost prins în flagrant delict de procurii DNA în timp ce lua mită și a fost arestat preventiv. Ulterior a fost eliberat sub control judiciar.

## Condamnare penală
La data de 26 iunie 2017, Curtea de Apel Timișoara l-a condamnat definitiv pe Nicolae Ioțcu la 4 ani de închisoare cu executare, la data faptelor președinte al Consiliului Județean Arad, pentru trafic de influență. Decizia este definitivă.